# Borkovany
Borkovany (en allemand : Borkowan) est une commune du district de Břeclav, dans la région de Moravie-du-Sud, en République tchèque. Sa population s'élevait à 838 habitants en 2020.

## Géographie
Borkovany se trouve à 24 km au sud-est de Brno, à 32 km au nord de Břeclav et à 208 km au sud-est de Prague.
La commune est limitée au nord par Bošovice, à l'est par Velké Hostěrádky, au sud par Klobouky u Brna et à l'ouest par Šitbořice et Těšany.

## Histoire
La première mention écrite de la localité date de 1210.